# Microprosopa frontata
Microprosopa frontata är en tvåvingeart som först beskrevs av Zetterstedt 1838.  Microprosopa frontata ingår i släktet Microprosopa och familjen kolvflugor. Enligt den svenska rödlistan är arten nationellt utdöd i Sverige. . Arten har tidigare förekommit i Övre Norrland men är numera lokalt utdöd. Artens livsmiljö är våtmarker. Inga underarter finns listade i Catalogue of Life.